# Linea M8 (metropolitana di Istanbul)
La linea M8 della metropolitana di Istanbul, ufficialmente denominata linea metropolitana M8 Bostancı - Dudullu - Parseller (in turco Bostancı - Dudullu- Parseller metro hattı) è una linea di trasporto rapido senza guidatore del sistema di metropolitane di Istanbul, in Turchia. Essa è situata nella parte asiatica della città, e opera fra le stazioni di Bostancı e Parseller. È stato annunciato che la linea, il cui progetto è iniziato nel 2015, sarebbe dovuta entrare in servizio il 31 dicembre 2022, nell'ambito dell'obiettivo del programma "150 progetti in 150 giorni". La linea è entrata in servizio il 6 gennaio 2023.

## Storia
Il bando di gara per la linea è stato completato a settembre 2015. Il sito è stato consegnato al consorzio Kolin - Kalyon - Şenbay dalla municipalità metropolitana di Istanbul e i lavori di costruzione sono iniziati a febbraio 2016. A metà del 2018 il credito della linea è terminato e la costruzione della linea è stata interrotta. All'inizio del 2019 i lavori si sono fermati completamente.
I lavori di costruzione sono ripresi a luglio 2020, senza necessità di mutuo, usando capitale proprio. Nello stesso periodo è diventato operativo anche il nono dei 10 treni della metropolitana della ditta Hyundai Rotem da utilizzare sulla linea. A marzo 2021 è stata completata la produzione del decimo treno e sono iniziati i test.
Nel novembre 2021 è stato effettuato il primo test di guida tra le stazioni di Mevlana e Kayışdağı.
Dopo aver ribadito per l'apertura l'obiettivo di fine 2022 annunciato dalla municipalità di Istanbul, è stato annunciato che la linea sarebbe entrata in servizio il 31 dicembre 2022, nell'ambito degli obiettivi del programma "150 progetti in 150 giorni". La linea è effettivamente diventata operativa il 6 gennaio 2023.

## Tragitto
La linea M8 ha 13 stazioni, per una lunghezza totale di 14,27 km. Con essa è possibile trasferirsi dalla stazione di Bostancı sulla linea Marmaray e a diverse linee urbane della metropolitana, e sarà anche possibile raggiungere il futuro treno ad alta velocità (HızRay): dalla stazione di Kozyatağı alla linea M4, dalla stazione di Mevlana alla linea M34 (HızRay), dalla stazione İMES alla linea M13 e dalla stazione di Dudullu alla linea M5.

## Materiale rotabile
Poiché la linea è senza conducente, in tutte le stazioni è presente un PAKS (Plane Separator Door System) a lunghezza intera. Per il trasporto verranno utilizzati veicoli della metropolitana prodotti da Hyundai Rotem. L'area del magazzino e il centro di controllo si trovano nel Campus Behiç Erkin di Metro Istanbul, e servono anche la linea M5.